# Ceratostylis succulenta
Ceratostylis succulenta är en orkidéart som beskrevs av Johannes Jacobus Smith. Ceratostylis succulenta ingår i släktet Ceratostylis och familjen orkidéer. Inga underarter finns listade i Catalogue of Life.